# Latarka taktyczna

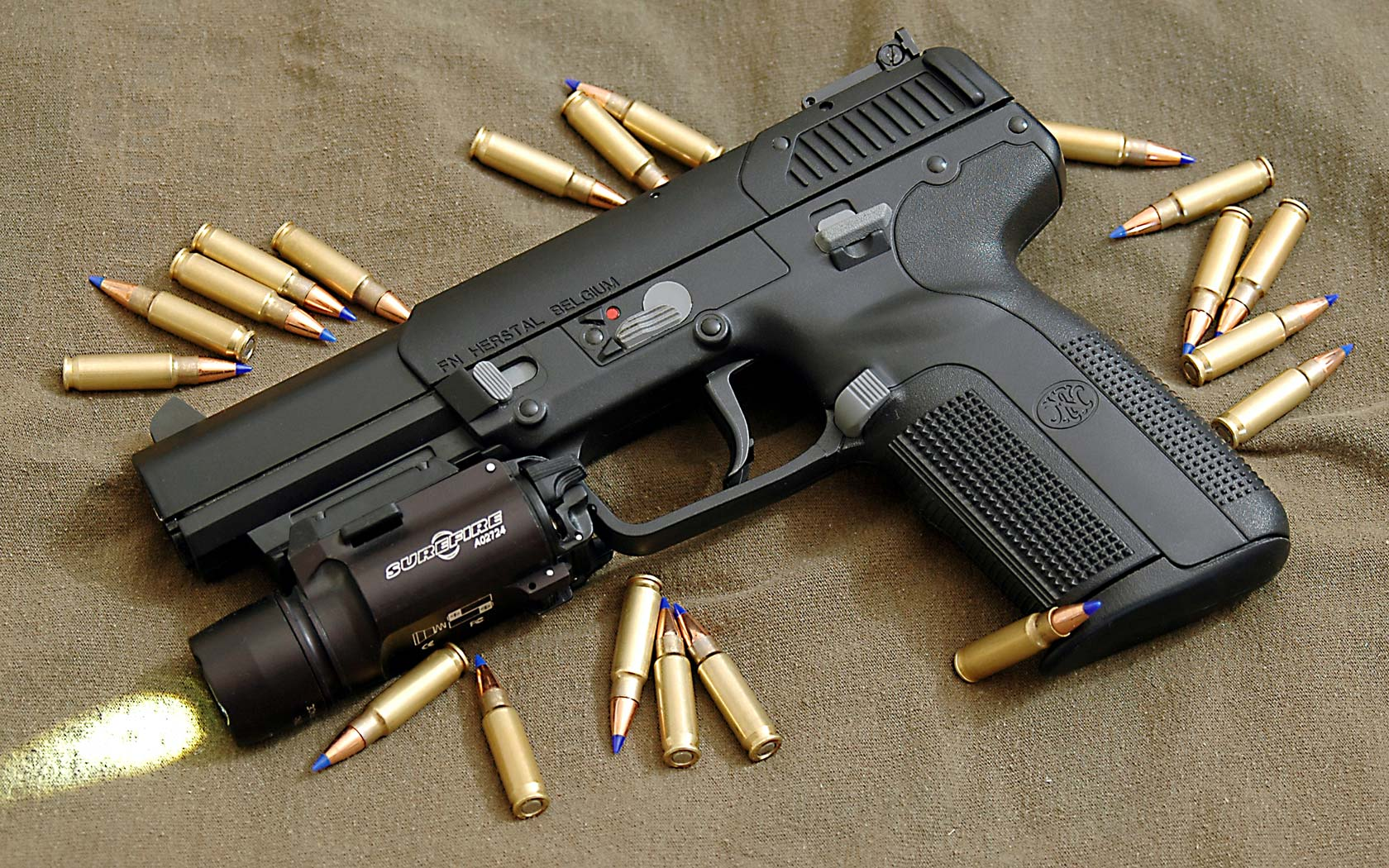
Pistolet FN FiveseveN z latarką taktyczną Surefire X200A

Latarka taktyczna – rodzaj latarki elektrycznej emitującej skupione światło punktowe. Latarki taktyczne używane są jako wyposażenie broni palnej - używa się ich do oświetlania celu lub jego oślepiania (taktyka "oślep i zabij"). Mogą być przymocowane do szkieletu lub lufy broni albo trzymane przez strzelca. 
Źródłem światła w latarce taktycznej jest zwykle żarówka ksenonowa lub dioda LED zasilana bateriami. Do skupiania światła używa się reflektora parabolicznego o gładkiej lub fakturowanej powierzchni wewnętrznej - gdy źródłem zasilania jest żarówka lub kolimatora z tworzywa sztucznego o całkowitym wewnętrznym odbiciu (TIR - Total Internal Reflection) - gdy źródłem światła jest dioda LED. Wszystkie części latarki wraz z odpowiednimi obwodami elektrycznymi są montowane w obudowie o niewielkich rozmiarach i masie, zapewniającej niezbędną ochronę źródła światła. Obudowa wykonywana jest często z anodyzowanego duraluminium typ 6061 T6 (zwanego aluminium lotniczym) lub materiałów kompozytowych jak Surefire G2 wykonana z kompozytu aramidowego Nitrolon® zbrojonego włóknem szklanym. Często stosowane są zdalne wyłączniki na kablu, które można przymocować w wygodnym dla strzelca miejscu broni.
Przeciętny czas pracy latarki taktycznej na jednym komplecie baterii wynosi od 30 minut do 2 godzin i zależy od ilości ogniw, rodzaju źródła światła (żarówka czy LED) i poboru mocy źródła światła.

## Budowa latarek taktycznych

### Zasilanie
Najpopularniejsze są latarki o zasilaniu:
- 3 V – jedna bateria litowa lub dwie LR6 - rzadki typ zasilania (czasem stosowany w latarkach LED)
- 6 V – dwie baterie litowe o napięciu 3,0 V np. CR123
- 9 V – trzy baterie CR123

Do zasilania latarek taktycznych stosowane są głównie litowe baterie CR123, gdyż magazynują dużo energii w niewielkiej objętości i masie (jedna bateria CR123 o wymiarach 16,5 x 35 mm ma w sobie więcej energii niż bateria R20). Niektóre typy latarek LED mogą być zasilane alternatywnie z kilku (zwykle 2) baterii LR6 ale nie osiągają wtedy pełnej mocy strumienia światła.

### Źródło światła

#### Żarówka
W latarkach taktycznych zazwyczaj stosuje się żarówki ksenonowe. Żarówki zwykle nazywa się żarnikami. Emitują one strumień światła od 60 do 250 lumenów. Nowoczesne żarówki ksenonowe dają białe, równomiernie rozłożone (dzięki zwierciadłu) światło, inne niż znane z większości nawet halogenowych żarówek.

#### Dioda LED
Coraz częściej stosowane są w latarkach taktycznych diody LED – ich światło jest już obecnie niemal koloru białego (zimno-białe) a moc pobierana przez diodę to od 1W do 7W. Stosowane są diody firm CREE, firmy Seoul Semiconductors (SSC-P4), diody Luxeon (produkcji Philips Lumileds Lighting Company) lub diody firmy Nichia. W większości latarek taktycznych stosuje się tylko jedną diodę jako źródło światła.
Z uwagi na specyficzne wymogi dotyczące sposobu zasilania, diod LED nie zasila się bezpośrednio z baterii, lecz za pośrednictwem wyspecjalizowanych układów elektronicznych, nazywanych driverami. Rolą drivera jest stabilizacja prądu płynącego przez diodę, w szerokim przedziale napięcia, którego spadek na diodzie zależy od temperatury. Dzięki zastosowaniu odpowiednich driverów, możliwe jest użycie źródeł napięcia o dość szerokim przedziale napięć – różnego typu baterii oraz akumulatorów.

#### Lampa wyładowcza
W latarkach taktycznych montowanych na broni ciężkiej (jak karabin maszynowy M2 kalibru 12,7 mm) montuje się lampy wyładowcze (HID – High-Intensity Discharge). Te wykazują się niezwykle (10 razy lepszą niż żarówki ksenonowe) wysoką sprawnością świetlną, ale wymagają specjalnego układu zapłonowego tzw. balastu (który w momencie włączenia pobiera nawet 20A prądu) i wyspecjalizowanego układu zasilającego wysokiego napięcia. Ze względu na duży pobór prądu lampy te montowane są na śmigłowcach, bojowych wozach piechoty, jeepach i czołgach, gdyż środki transportu posiadają źródła zasilania wystarczająco dużej mocy. W latarkach taktycznych, przystosowanych do noszenia w ręku lub na broni nie znajdują obecnie (sierpień 2007) zastosowania, ze względu na duże wymiary. Innym czynnikiem hamującym ich rozpowszechnienie są ceny rzędu 2 do 6 tysięcy złotych. Uważa się, że wraz z postępem miniaturyzacji staną się powszechniejsze.

#### Reflektor
Reflektor używany jest głównie w latarkach z żarnikiem żarówkowym. Wykonywany jest z materiału o dużym współczynniku odbicia światła i dobrym przewodnictwie cieplnym (np glin). Powierzchnia wewnętrzna reflektora może być również napylona próżniowo metalem odbijającym światło. Reflektor ma powierzchnię wewnętrzną gładką lub fakturowaną w postaci zwielokrotnionych zwierciadeł lub powierzchnię "skórki pomarańczy" ("orange peel"), zwaną też stochastyczną.

#### Kolimator
Kolimatory są stosowane do skupiania światła z diody LED. Są zwykle wykonywane z przeźroczystych tworzyw sztucznych takich jak polimetakrylan metylu (PMMA) lub cykliczne poliolefiny. Często wykorzystuje się w nich zjawisko całkowitego odbicia wewnętrznego (TIR - Total Internal Reflection). Są niezwykle wydajne ale mogą powodować przegrzewanie diody. Wymagają metalowego korpusu odprowadzającego ciepło.

#### Szyba ochronna
Szyba ochronna zabezpiecza reflektor lub kolimator przed czynnikami zewnętrznymi. W latarkach z żarnikiem wykonana jest zwykle ze szkła  borowo-krzemowego odpornego na zmiany temperatury (typu Pyrex) z powłokami antyodblaskowymi a w latarkach diodowych z tworzyw poliwęglanowych typu Lexan.

## Montaż na broni

### Latarki przystosowane do montażu na broni
Latarki taktyczne produkowane jako ręczne latarki "klasyczne" i przystosowywane do montażu na broni przez użytkowników poprzez zastosowanie obejm mocujących i zamontowaniu na szynie Picatinny, Weaver lub RIS. Obejmy mają wewnętrzną średnicę 1 cala (1 cal średnicy to standard w latarkach taktycznych i celownikach optycznych). Większość latarek taktycznych ma w części środkowej średnicę 1 cala. Przykładem takiej konstrukcji może być latarka Tactical Strion firmy StreamLight, fabrycznie przystosowana do broni przez założenie montażu na latarkę ręczną. Ten system montażu sprawdza się zwykle w broni długiej (karabinki automatyczne, gładkolufowe strzelby policyjne, itp.)

### Latarki produkowane z myślą o zastosowaniu na broń

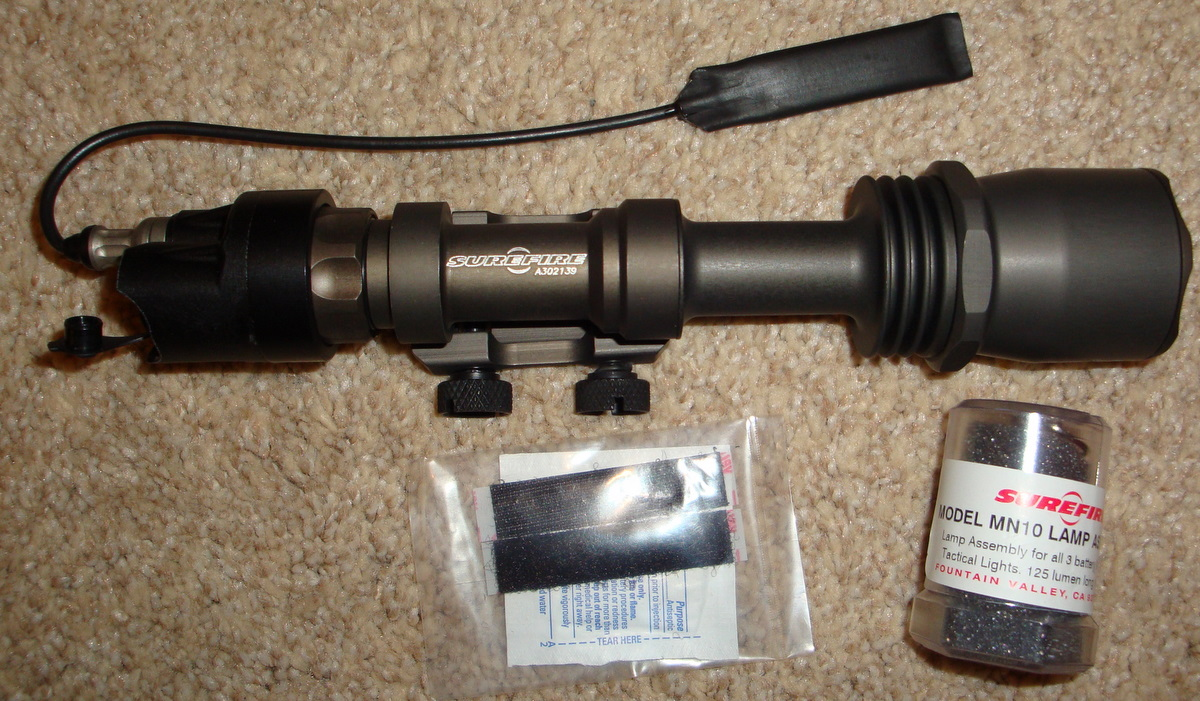
Latarka Surefire M961 przystosowana do montażu na broni długiej.

Latarki przystosowane do montażu na broni krótkiej (głównie na pistoletach) mają zwartą konstrukcję – aby nie wystawały poza obrys broni. Ogniwa są zwykle montowane obok siebie, nie jedno za drugim – aby skrócić całą latarkę. Uchwyt na szynę montażową Picatinny jest również integralnym elementem konstrukcji. Przykładem takich konstrukcji mogą być modele Surefire X200A (i X200B). X300, lub Streamlight M3 (i M3 LED) oraz TLR-1.
Produkowane są również modele z wbudowanym laserowym wskaźnikiem celu. Przykładami takich konstrukcji mogą być modele firmy Streamlight M6X (i M6 LED) oraz TLR-2, czy Surefire X400. 
Latarki przystosowane do montażu na broni długiej są często projektowane jako pionowy uchwyt przedni (Vertical Foregrip) i montowane są na przedniej szynie akcesoryjnej. Włącznik jest wtedy zintegrowany z rękojeścią i stanowi integralną całość. Ten typ latarek taktycznych jest często wyposażany w dodatkowe diody LED o niewielkiej mocy, zwykle białe, czerwone lub podczerwone służące jako światła "nawigacyjne" – białe i czerwone lub ułatwiające poruszania się bez zdradzania swojej pozycji - diody IR. Przykładami mogą być latarki SureFire M900A i M910A oraz ich klony.
Należy tu przypomnieć, że stosowanie laserowych wskaźników celu, montowanych na broni palnej, przez osoby prywatne, było w Polsce zabronione, gdyż czyni to broń "bronią szczególnie niebezpieczną". Jednak w znowelizowanej ustawie o broni i amunicji z 2011r. nie ma przepisu o celownikach laserowych. Osoby prywatne nie mogą także zarejestrować broni palnej przystosowanej do montażu tłumików oraz używania jej z urządzeniami noktowizyjnymi.

### Broń przystosowana do montażu latarki
Przykładem takiej koncepcji jest pistolet maszynowy MP5 w wersji produkowanej na rynek USA, który ma w chwycie przednim broni miejsce na zamocowanie latarki o tubusie calowym.

## Obrona z użyciem latarki taktycznej
Niektóre typy latarek mogą służyć do obrony fizycznej przed napastnikiem, jako kubotan.